# Stonava
Stonava (polsky Stonawa, německy Steinau) je obec v okrese Karviná v Moravskoslezském kraji na území historického Těšínského Slezska. Rozkládá se na řece Stonávce, přibližně čtyři kilometry jižně od Karviné a osm kilometrů severovýchodně od Havířova. Žije zde přibližně 1 700 obyvatel. V roce 2001 se přibližně 20 % obyvatel hlásilo k polské národnosti. Starosta obce Tomáš Wawrzyk. Obec je známá především díky přítomnosti činných černouhelných dolů. Stonava je vesnicí roku 2000 Moravskoslezského kraje.

## Název
Možný původ jména vesnice je dvojí: 1) české Stínava, tedy místo, kde je stín, 2) německé Steinache - "kamenná říčka". V němčině se koncem 14. a v 15. století používal tvar Stöna či Stönau, z něhož pochází -o- v první slabice českého jména.

## Historie
První písemná zmínka o obci pochází z roku 1388, kdy se objevoval první vlastník Hanke ze Stonavy. Pak následovali v roce 1415 Zbyněk ze Stonavy a v létech 1432 až 1441 Jan Hunt. Následovali další feudální majitelé kteří tam hospodařili až do roku 1945. Stonava byla vyjma období 2. světové války součásti fryštátského okresu a od roku 1949 patří pod karvinský okres. Z nacistické okupace byla osvobozena dne 3. května 1945 Sovětskou armádou.
Při sčítání roku 1850 měla Stonava 1006 obyvatel, v roce 1930 bylo evidováno 4819 obyvatel a 469 domů. Roku 1980 se počet obyvatel zvýšil na 2569 osob a bylo napočteno 549 domů; z toho k české národnosti se hlásilo 51,7 %, k polské 39,4 % a ke slovenské 8,0 % obyvatel.
V roce 1962 až 1963 zde Stonavský režisér Vladislav Delong natáčel film ZAČÍT ZNOVA, ke kterému napsal i scénář. Ve filmu se objevili např. Vladimír Menšík, Milena Dvorská či Otto Šimánek. Film pojednává o výstavbě dolu ČSM JIH STONAVA. Film se natáčel na dole ČSM ve Stonavě a na Karvinsku.

### Správní historie obce
Stonava spadala v letech 1849 až 1939 pod okres Fryštát, během druhé světové války byla součástí okupačního okresu Těšín (Teschen), v letech 1945 až 1949 se vrátila pod okres Fryštát. Od roku 1949, kdy došlo ke sloučení měst Fryštát a Karviná, až po současnost, obec spadá do okresu Karviná ve všech jeho historických podobách.
Od 1. ledna 2003, kdy byly zrušeny okresní úřady, vykonává nad Stonavou přenesenou státní správu obec s rozšířenou působností Karviná.

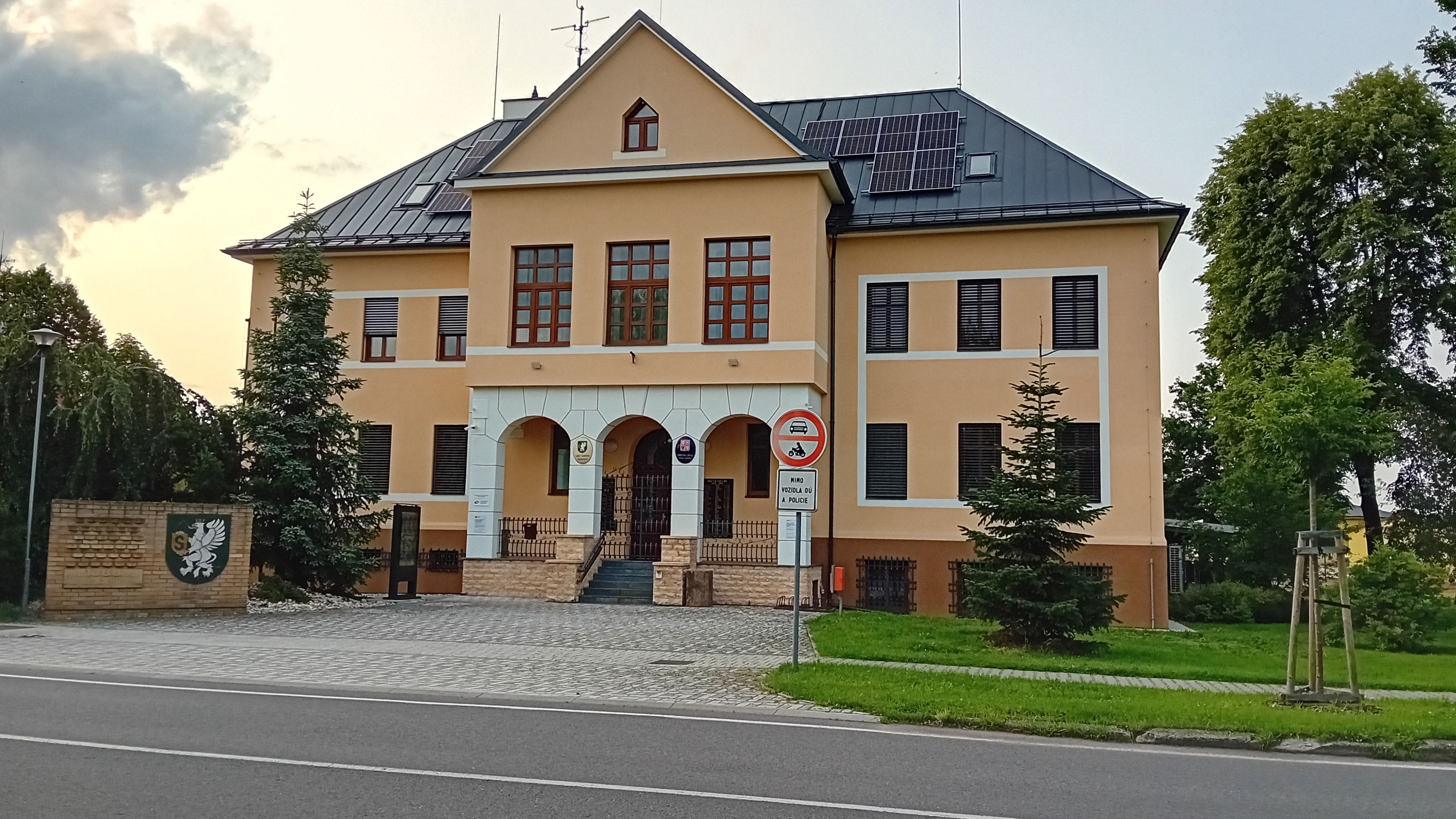
Obecní úřad

### Výbuch metanu v dole ČSM
V roce 2018 došlo na dole ČSM Sever k výbuchu metanu a zahynulo 13 horníků. Na počest zemřelým byla ve Stonavě postavena socha desetitunové slzy, která připomíná tuto událost, pietního aktu odhalení se osobně účastnil i tehdejší premiér Andrej Babiš.

## Geografie Stonavy
Stonava se rozkládá v Ostravské pánvi (součást Severních Vněkarpatských sníženin), konkrétně ve východní části podcelku Havířovská plošina. Ráz krajiny je dáván údolím řeky Stonávky, která protéká zhruba středem katastru obce z jihu na sever. Po obou stranách se území zvolna zvedá, nejvyšším bodem v obci je bezejmenná kóta (278 m n. m.) v Louckém lese, jihovýchodně od Dolu ČSM-Jih.
Obec spadá do úmoří Baltského moře. Je odvodňována řekou Stonávkou, které spadá do povodí řeky Odry.

## Obyvatelstvo
| Rok            | 1869  | 1880  | 1890  | 1900  | 1910  | 1921  | 1930  | 1950  | 1961  | 1970  | 1980  | 1991  | 2001  | 2011  | 2021  |
| -------------- | ----- | ----- | ----- | ----- | ----- | ----- | ----- | ----- | ----- | ----- | ----- | ----- | ----- | ----- | ----- |
| Počet obyvatel | 1 516 | 2 040 | 2 339 | 3 135 | 3 952 | 3 831 | 4 819 | 4 500 | 4 511 | 4 036 | 2 516 | 1 714 | 1 809 | 1 728 | 1 721 |
| Počet domů     | 183   | 235   | 259   | 331   | 420   | 446   | 691   | 866   | 969   | 877   | 550   | 428   | 408   | 414   | 439   |

## Obecní správa

### Obecní symboly
Znak a vlajka byly obci uděleny rozhodnutím předsedy Poslanecké sněmovny Parlamentu České republiky dne 5. května 1994.

## Doprava
Stonavou prochází několik krajských silnic druhé a třetí třídy, obec má tudíž kvalitní silniční napojení s okolím. Všechny silnice však trpí následky poddolování, a proto musí být často opravovány. Nejfrekventovanější jsou v době střídání směn v okolních dolech a podnicích. Nejdůležitější je silnice II/475 (silnice Havířov – Karviná – Petrovice u Karviné). Napojení směrem do Albrechtic a Karviné-Dolů zajišťuje silnice III/4749, směrem do Horní Suché přes území zaniklé osady Křivý Důl vede silnice III/4748. Avšak důležitou je silnice III/4687, která protíná samotné centrum obce ve směru z Dolan do Karviné.
Autobusová doprava je zajišťována meziměstskými linkami, které jsou součástí integrovaného dopravního systému ODIS. Nejdůležitějšími linkami jsou 581 (Albrechtice – Stonava – Karviná), 582 (Karviná – Stonava – Albrechtice – Horní Suchá) plnící také funkci spojení mezi jednotlivými roztroušenými stonavskými osadami a od roku 2017 také nová linka 583 (Karviná – Stonava – Havířov), která zajistila přímé spojení centra obce s městem Havířov. Do sídliště Nový Svět zajíždí několik spojů MHD Havířov, konkrétně linky 402. Kromě toho obcí projíždí několik linek spojujících stonavské doly s okolními městy.
Železničním spojením obec nedisponuje, nejbližší stanicí jsou Albrechtice (0,5 km od sídliště Nový Svět, cca 3 km od centra obce). Obcí prochází pouze několik železničních nákladních vleček pro zajištění dopravy uhlí z okolních dolů.
Obcí prochází cyklostezka č. 6097 spojující albrechtickou lokalitu Pacalůvka s karvinskými lázněmi.

## Pamětihodnosti

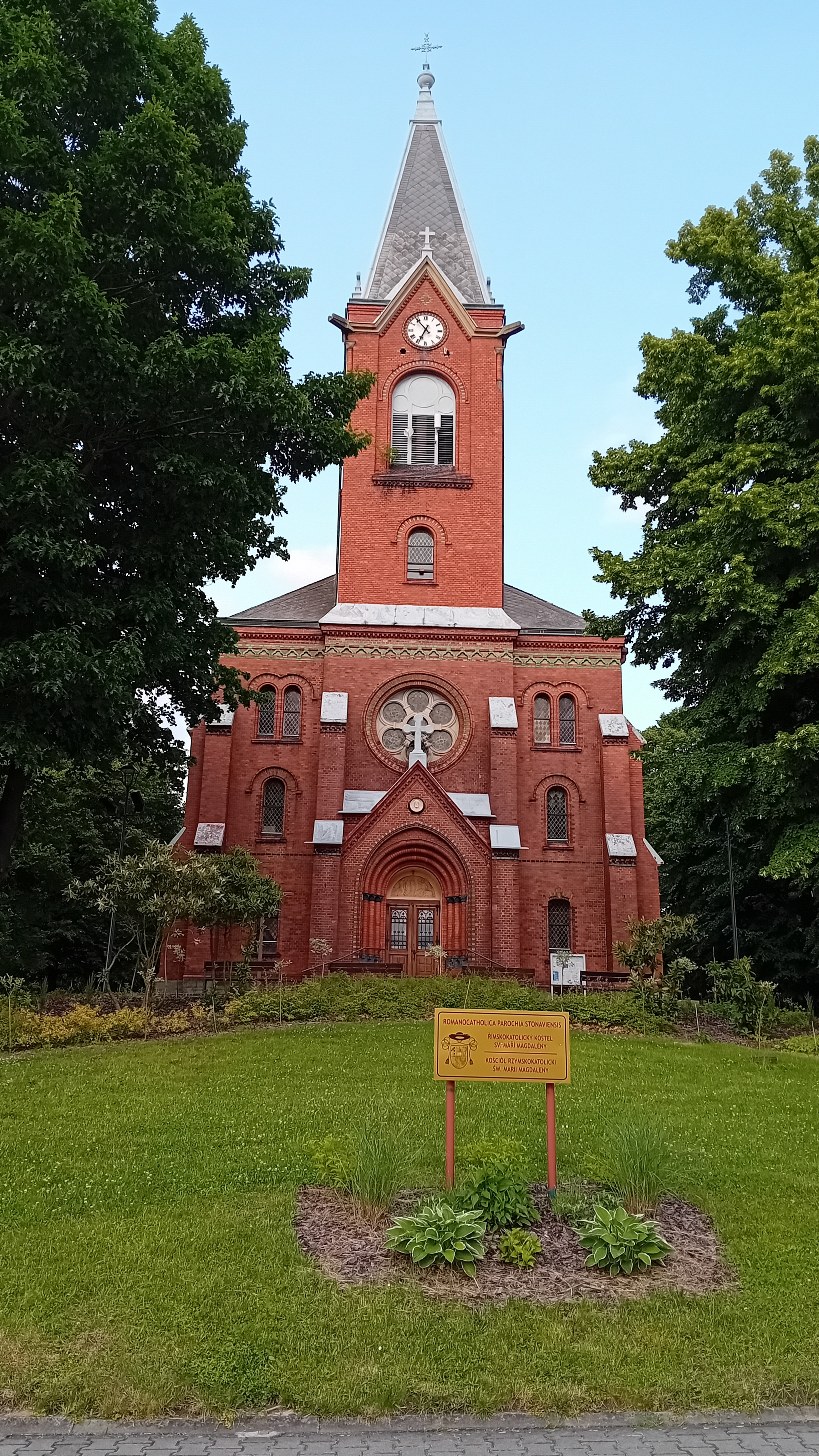
Římskokatolický kostel sv. Máří Magdalény

### Kostel svaté Máří Magdalény
Kostel svaté Máří Magdalény byl místními farníky postaven na začátku 20. století v době, kdy se obec těšila velkému rozmachu. Nový svatostánek měl být náhradou za starý dřevěný kostelík, který původně stál v místech dnešního katolického hřbitova.

### Evangelický kostelík
Evangelický kostel byl postaven v roce 1938. Kostel je 18 metrů dlouhý a 10,5 metrů široký. Od roku 1950 je střediskem samostatného sboru. Vedle kostelíka se nachází evangelický hřbitov.

### Švédský kopec
Švédský kopec je poutní místo ve Stonavě, o kterém panuje spousta pověstí a legend. Třeba že jsou zde pochováni švédští vojáci, padlí či zemřelí v průběhu třicetileté války. Pravděpodobně je tato umělá vyvýšenina v terénu pozůstatkem tvrze typu motte, která sloužila ve středověku jako sídlo nižší šlechty.

## Významní rodáci
- Jindřich Poledník, československý politik polské národnosti, předseda ÚV SSM, později předseda ČSTV a Československého olympijského výboru, poslanec České národní rady a Sněmovny národů Federálního shromáždění
- Augustyn Łukosz, polský regionální politik
- Vladislav Santarius, evangelický duchovní
- Mgr. Klemens Slowioczek, Kammersänger, operní pěvec Komická Opera Berlín 27.11.1945 - † 5.9. 2023
- Věslav Chrząszcz, Horolezec *10.11.1961 - †18.5.2009 (Mount Everest)
- Vladislav Delong, režisér a scenárista 1928-1973
- Bogdan Kokotek, Herec, ředitel polské scény Těšínského divadla
- Ing. Ondřej Feber, zvolen pro léta 2000 až 2006 do Senátu ČR
- Ing. Ivo Toman (podnikatel) , podnikatel, zakladatel mezinárodní společnosti Taxus International a autor řady motivačních knih a nahrávek
- Karol Tyrlik, polský herec
- Nikolas Kara, kouzelník, iluzionista, moderátor
- Jan Szymik, herec, dabér
- Jana Buławova, polská herečka

## Galerie

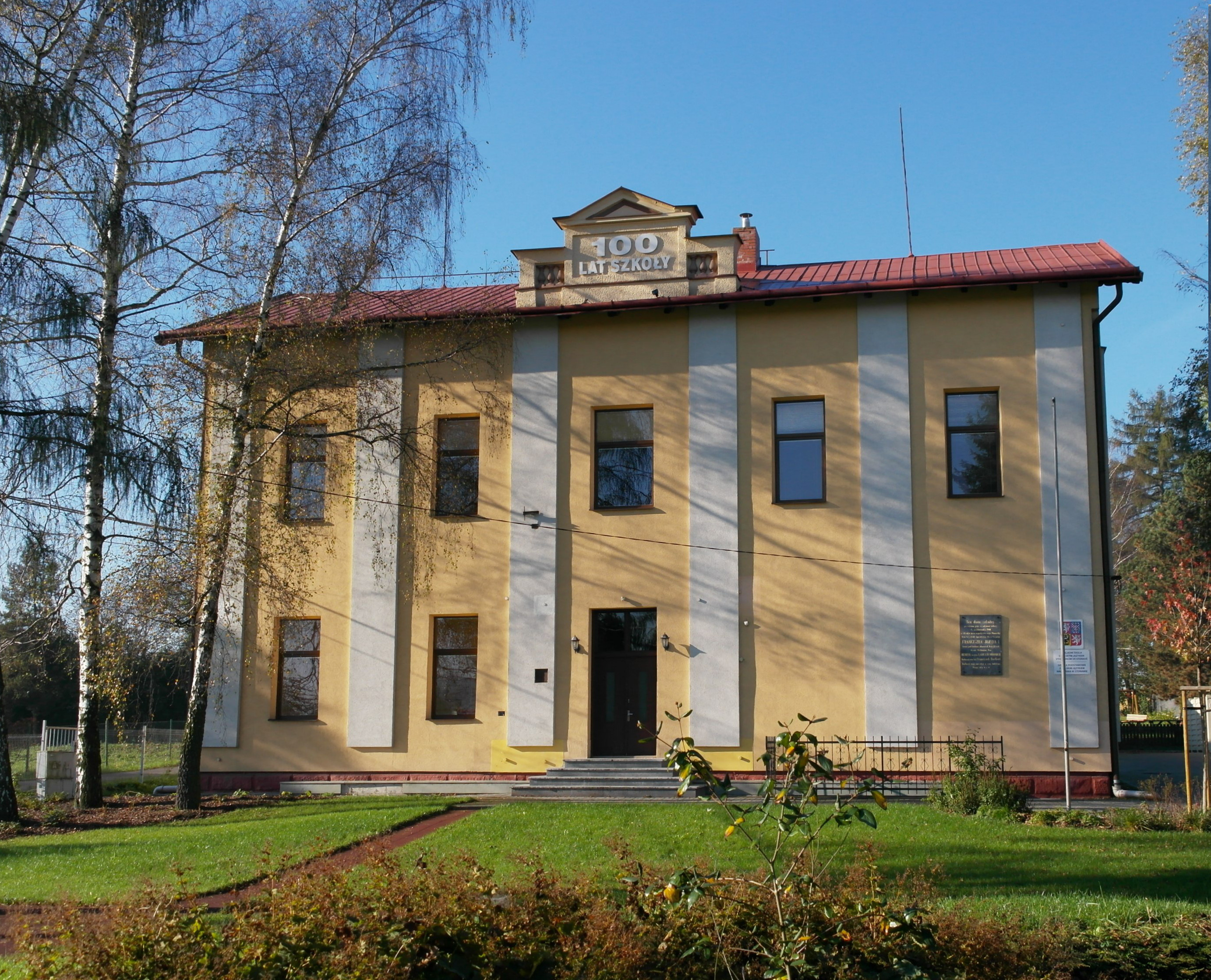
Polská škola Stonava-Holkovice
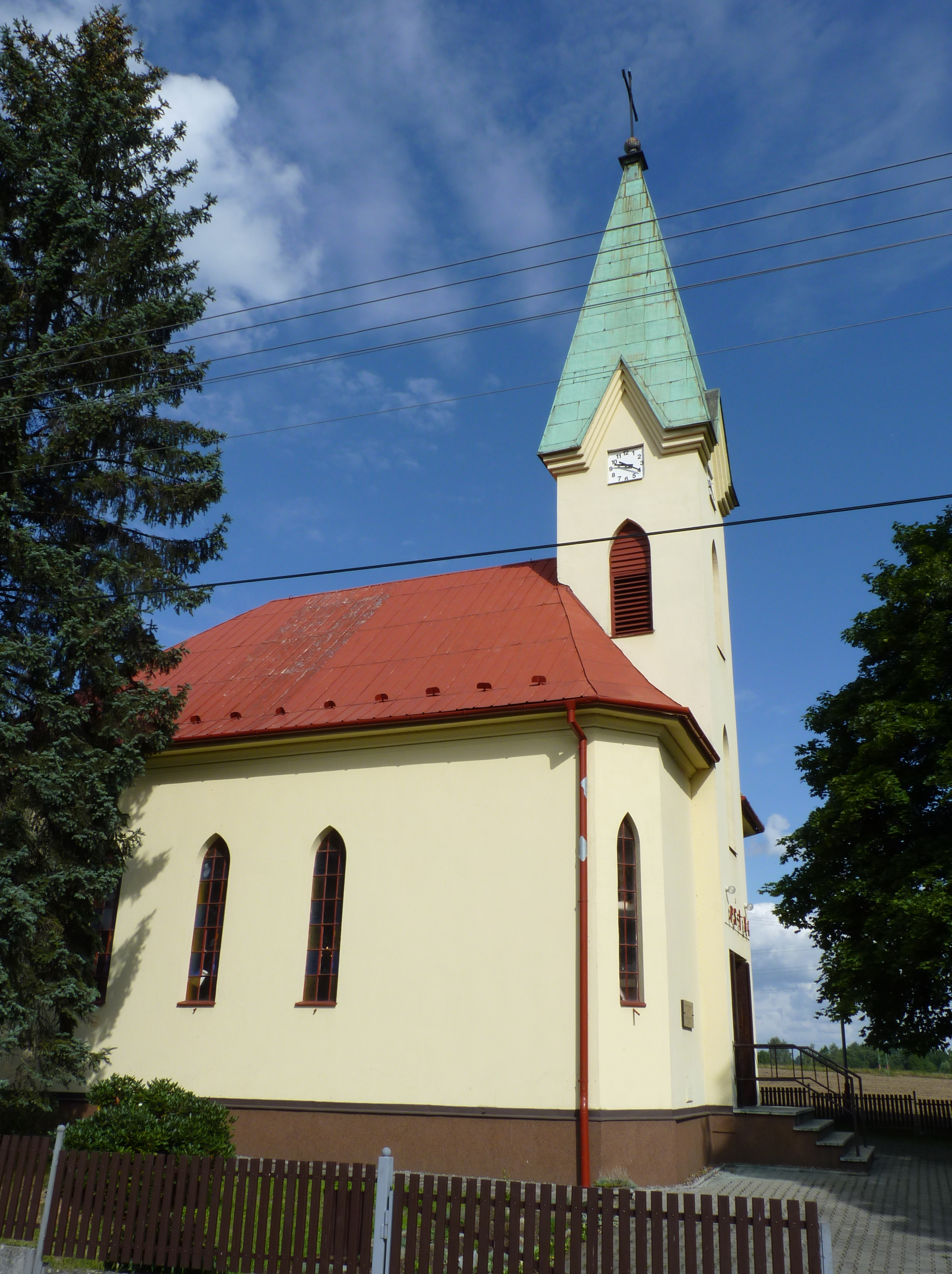
Evangelický kostel
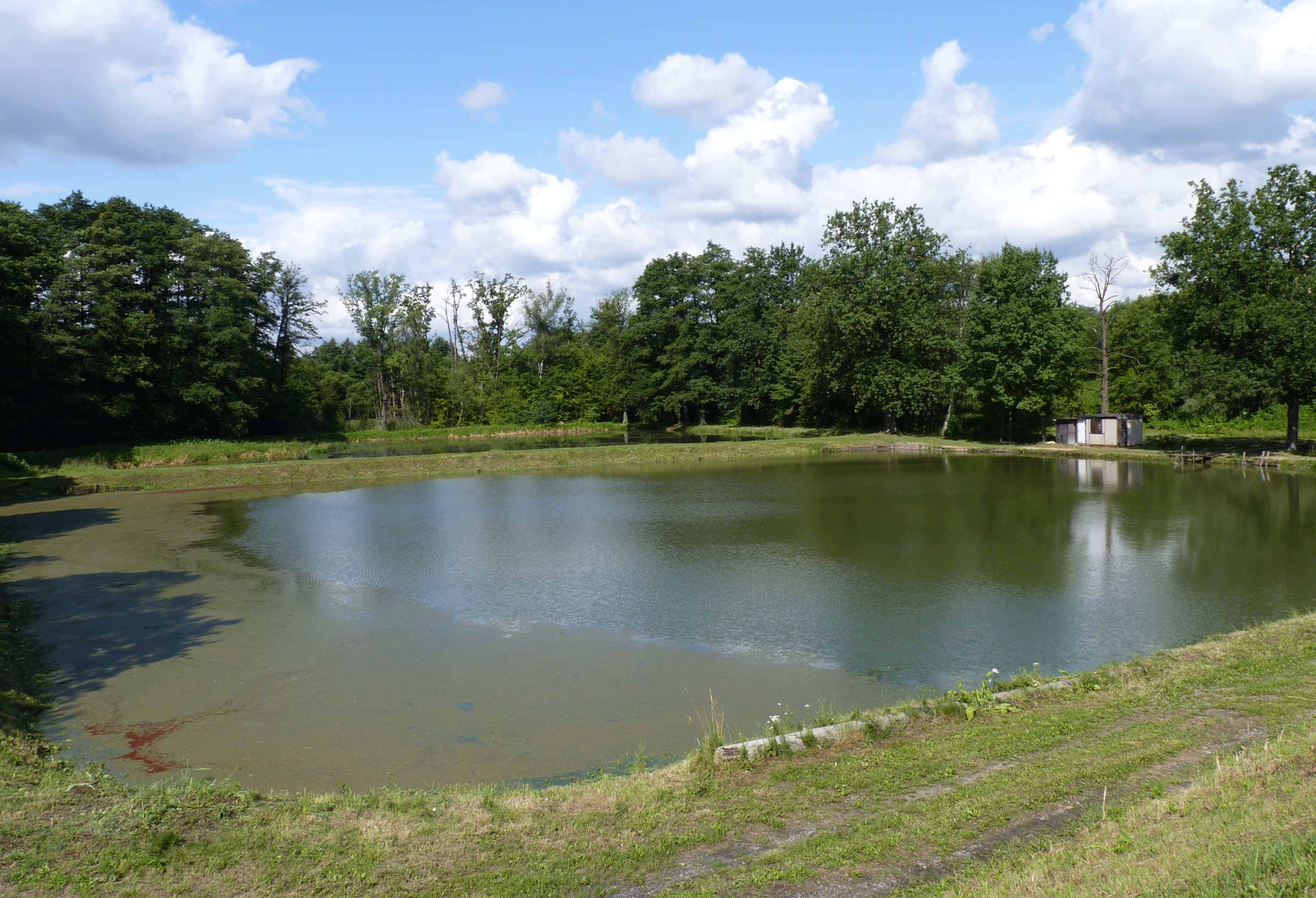
Rybník
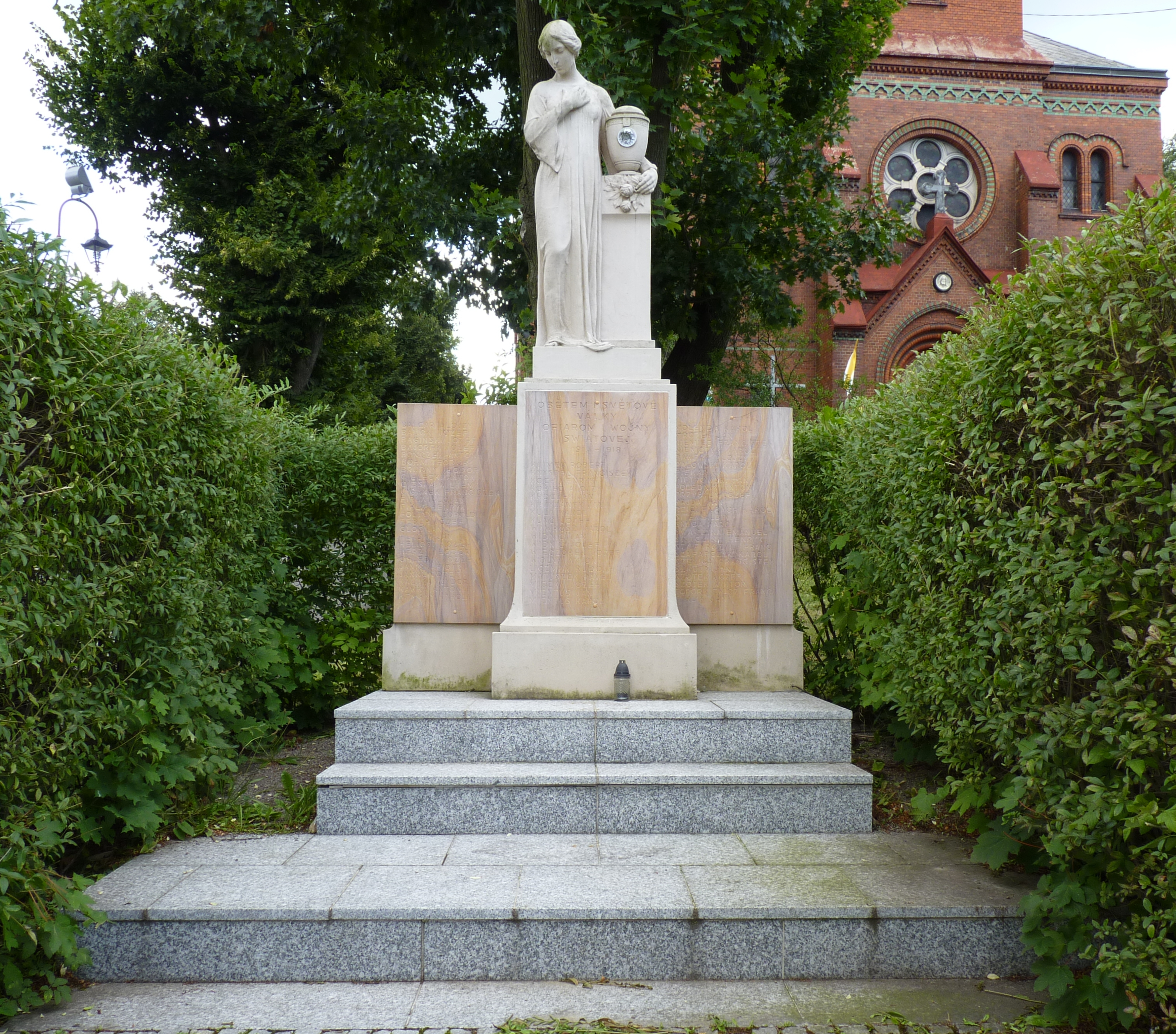
Památník obětem I. světové války
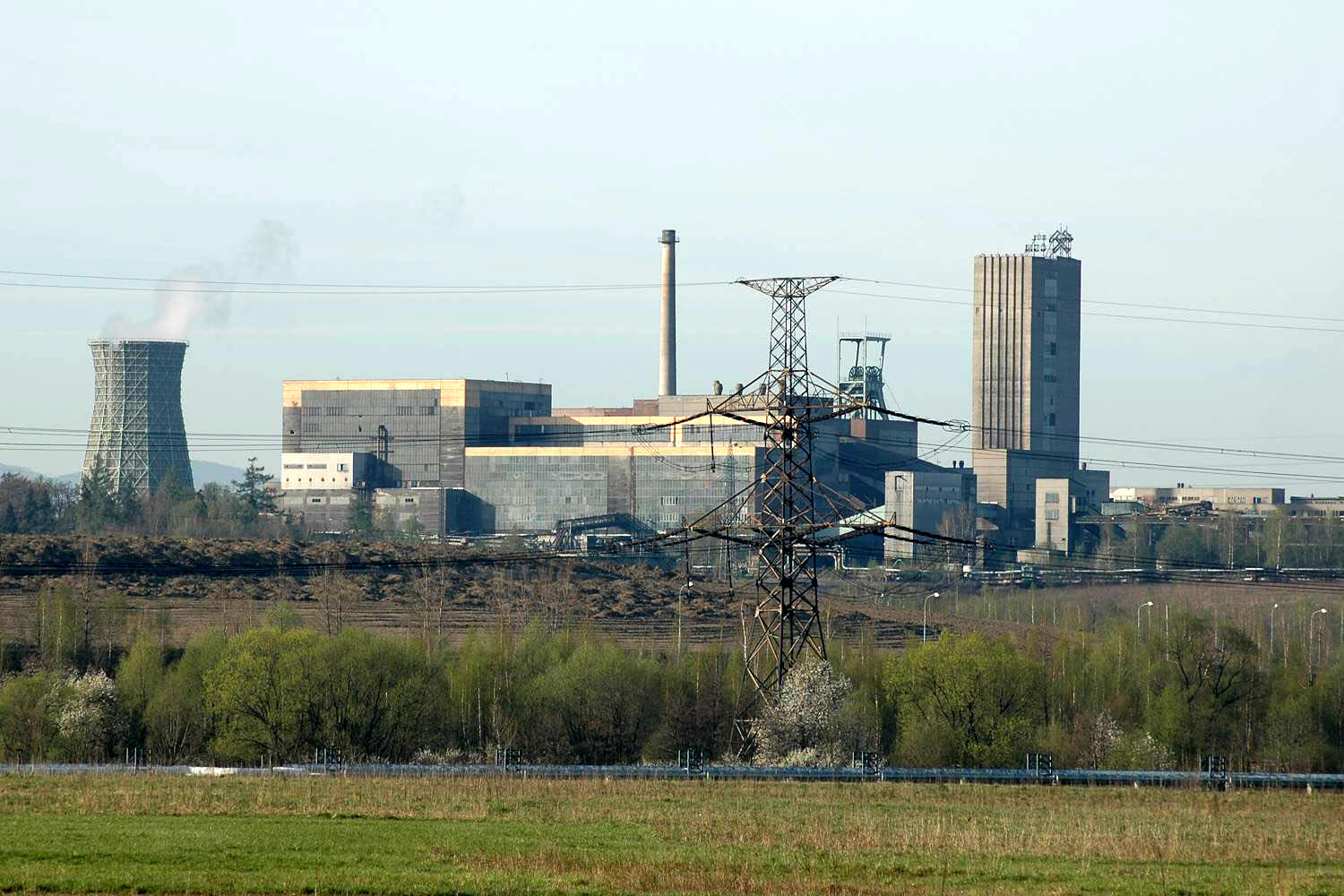
Důl ČSM
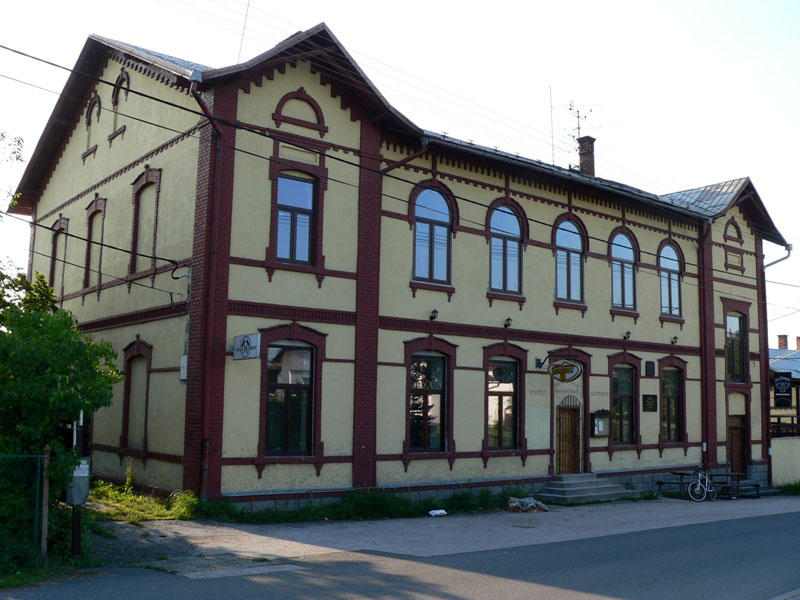
Dělnický dům
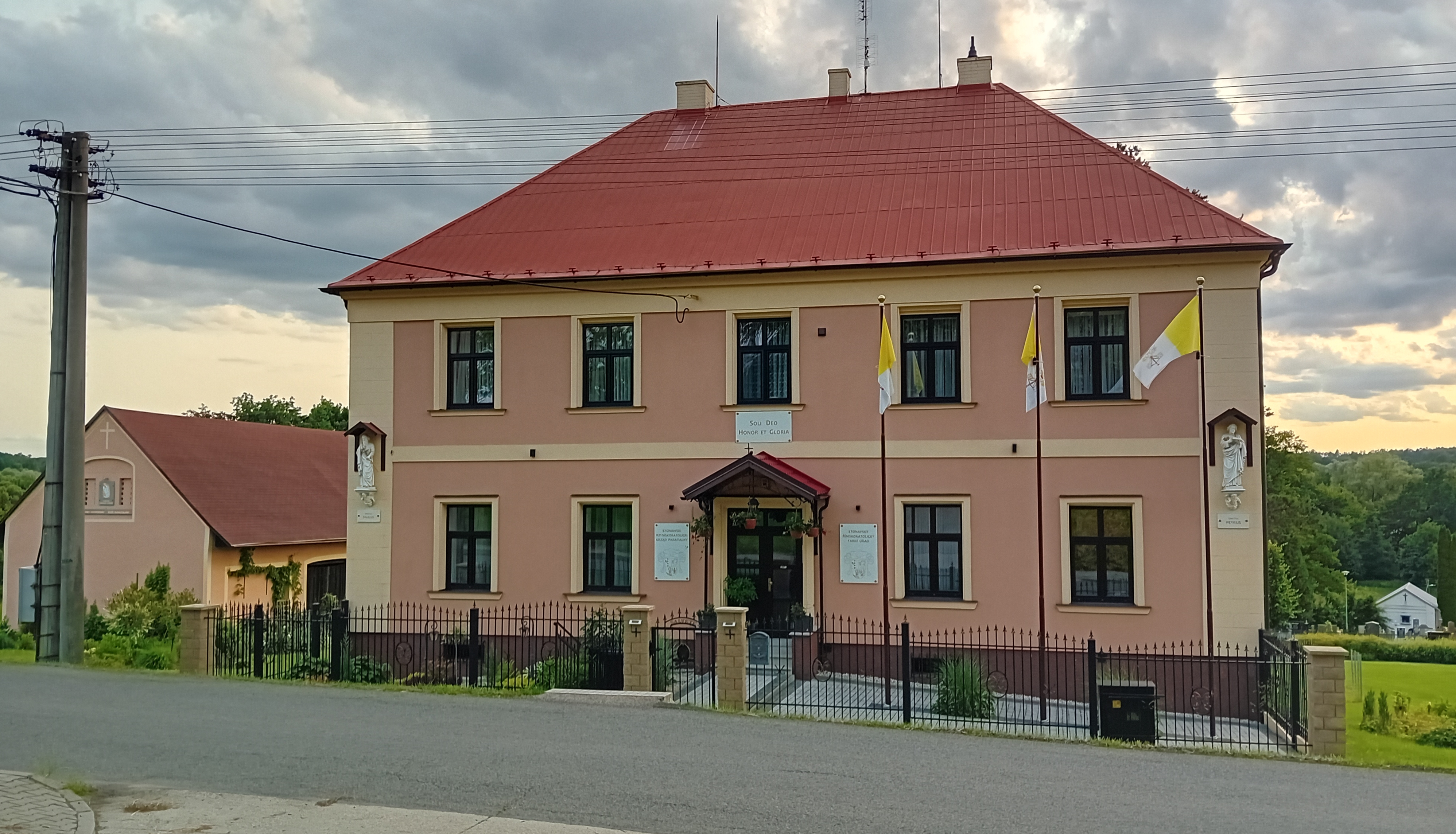
Budova Fary
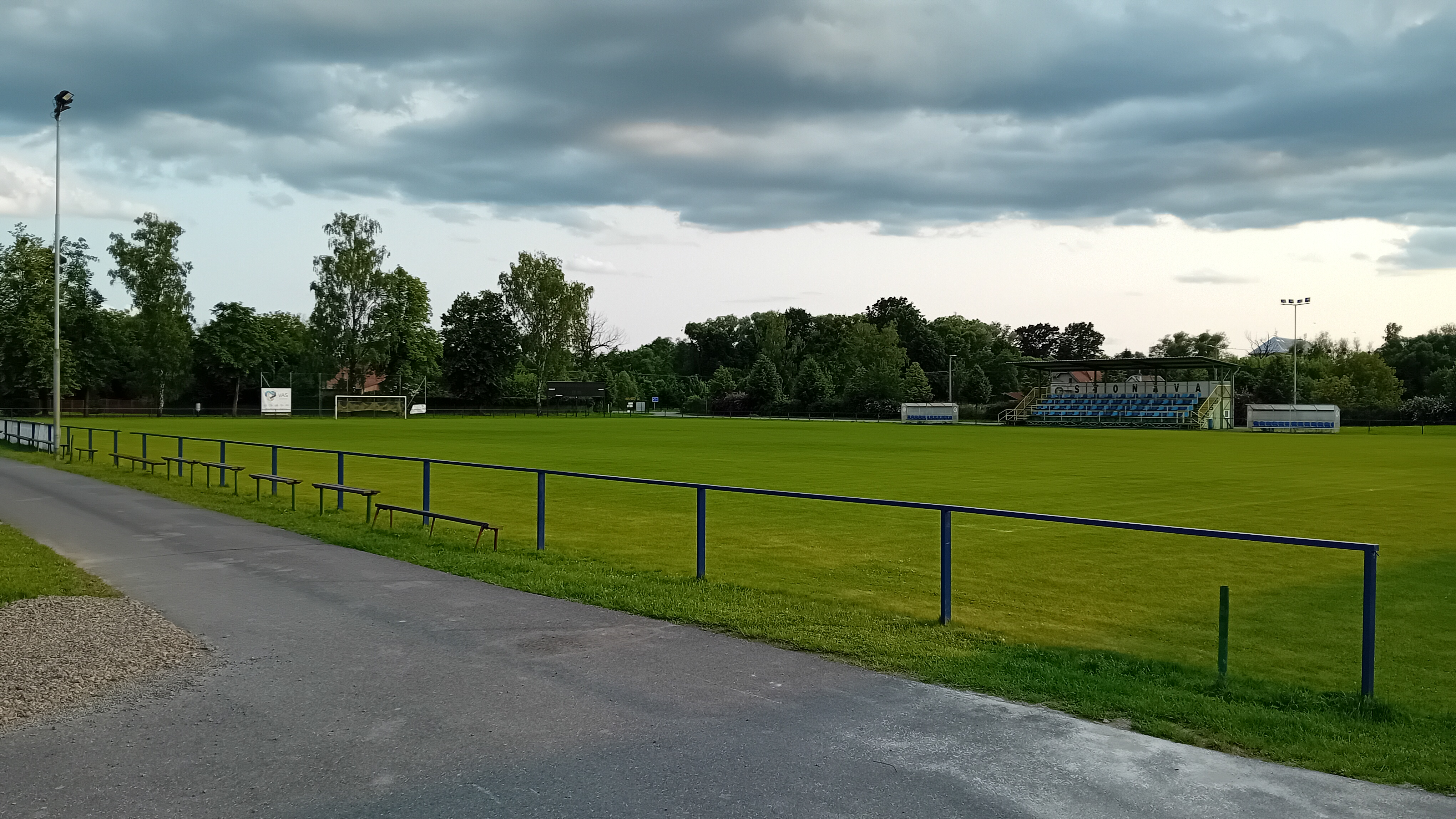
Fotbalový stadion